# Darcie Little Badger
Darcie Little Badger (1987) é uma escritora e geocientista do povo Lipan (apache). Em seu trabalho, especializa-se em ficção especulativa, especialmente horror, ficção científica e fantasia. Além disso, como pessoa pertencente ao povo indígena Lipan Apache, ela desenvolve suas histórias com personagens e temas Apache. Ela também acrescentou sua voz aos Futurismos Indígenas, um movimento entre artistas e autores nativos para escrever ficção científica a partir de suas perspectivas históricas e culturais. Ao mesmo tempo, alguns de seus trabalhos apresentam personagens que reafirmam a presença e a importância dos membros da comunidade LGBTQ+.

## Biografia
O pai de Little Badger, Patrick Ryan, era professor de inglês; sua mãe, Hermelinda Walking Woman, é a Diretora Executiva de Políticas do povo Apache Lipan (também conhecida como Povo Apache Lipan do Texas). Ela também atua como delegada do Povo junto ao Congresso Nacional dos Índios Americanos.[carece de fontes?] Depois de se formar com honras na Pleasant Grove High School em Texarkana, Texas, ela frequentou a Universidade de Princeton em Nova Jersey, onde obteve um diploma de bacharel em Geociências. Little Badger formou-se com honras e foi homenageada por seu departamento com o Prêmio Arthur F. Buddington de Excelência Geral como estudante de graduação. Posteriormente, ela se matriculou no programa de doutorado em oceanografia na Texas A&M University, College Station, onde obteve um Ph.D. Ela escreveu sua dissertação sobre a genômica de Karenia brevis, uma espécie de plâncton que causa maré vermelha tóxica no Golfo do México. Por sua pesquisa, ela recebeu uma bolsa-dissertação da Fundação Ford (Ford Dissertation Fellowship)  e o Prêmio Chapman da TAMU para Pesquisa de Estudantes de Pós-Graduação.

## Contos e influência Apache
Contos e histórias curtas de Little Badger aparecem em uma série de publicações, incluindo Strange Horizons, Fantasy Magazine, Mythic Delirium e The Dark, entre outras. Notavelmente, Little Badger enriquece seus contos com a história e o folclore do povo Apache. Por exemplo, duas irmãs Apache se reúnem em "Whalebone Parrot" (The Dark Magazine, 2017), uma história de terror vitoriana ambientada no final do século XIX numa ilha no Atlântico. Durante o conflito entre seu povo e o Exército dos EUA, as mulheres ficaram órfãs e cresceram juntas em uma "escola indígena" residencial. Assim, como observa Little Badger, sua história está enraizada na história dos Lipan Apache, uma história que "poucos se lembram". Da mesma forma, em "Owl vs. the Neighborhood Watch" (Strange Horizons, 2017), ela revive a lenda nativa quando coloca Owl, um prenúncio sobrenatural do mal que muda de forma, em uma história ambientada nos Apalaches contemporâneos.

## Elatsoe
O romance de estreia de Little Badger, Elatsoe, foi lançado em agosto de 2020 pela editora Levine Querido e entrou na lista de best-sellers jovem adultos da Indiebound em sua primeira semana. A história se passa no Texas moderno; a personagem principal, chamada Ellie, é do povo Lipan Apache de dezessete anos. Ellie é acompanhada pelo fantasma de seu cão de estimação Kirby. Na obra, a personagem usa as técnicas tradicionais de suas avós para trazê-lo de volta à vida. Kirby e Ellie se juntam ao amigo e colega de classe de Ellie, Jay, enquanto buscam resolver o assassinato de seu primo. Ao mesmo tempo, eles enfrentam um enclave de vampiros que assola as pessoas perto de Willowbee, uma cidade misteriosa no sul do Texas.

## Futurismo indígena
O futuro indígena é um movimento crescente nas artes e na literatura em que escritores nativos criam ficção científica e fantasia com personagens e temas extraídos de culturas indígenas. Em 2012, a Professora Grace Dillon formalizou o estudo dos Futurismos Indígenas com a publicação de Walking the Clouds: An Anthology of Indigenous Science Fiction. Com grande parte de sua ficção científica, Little Badger contribuiu para o movimento do Futurismo Indígena. Em Strangelands, por exemplo, Little Badger apresenta um super-herói de quadrinhos Apache. Em seu conto "Né łe!" os personagens principais são o capitão de um navio interplanetário Navajo e um veterinário Lipan Apache que acompanha 40 chihuahuas a caminho de seus lares para sempre em Marte.

## Obras publicadas

### Romances
- Elatsoe (2020) - publicado em português no Brasil em 12 de Setembro de 2022 pela Companhia Editora Nacional.
- A Snake Falls to Earth (2021) - ainda sem publicação em português.

## Prêmios e honrarias

### PorElatsoe
- Livro de Honra do American Indian Youth Literature Awards 2022[7]
- Vencedora do Locus Award na categoria Primeiro Romance 2021[8]
- Lodestar Award de Melhor Finalista de Livro Jovem Adulto 2021[9]
- Finalista no Prêmio Andre Norton Nebula de Ficção de Nível Médio e Jovem Adulto em 2020[10]

### PorA Snake Falls to Earth
- Vencedora do Prêmio Andre Norton Nebula de Ficção de Nível Médio e Jovem Adulto em 2020[11]